# Appennini hegyvidéki lombhullató erdők
Az appennini hegyvidéki lombhullató erdők ökorégió Olaszország középső, hegyvidéki részének őshonos élővilágát foglalja magába, az Appenninek vonulatait követi. A mérsékelt övi lombhullató és elegyes erdők biomjához tartozik. Területe 16 160 km², csapadékos, hűvös klímájának köszönhetően legjellemzőbb fafajtái a bükk és a közönséges jegenyefenyő. Az ökorégió természetvédelmi státusza kritikus/veszélyeztetett.

## Jellemzői
Az appennini hegyvidéki lombhullató erdők az Alpok lábától az olasz csizma középső részéig húzódnak. Magas fekvésének köszönhetően éghajlata sokkal csapadékosabb és hűvösebb mint a környező alföldeké, az éves csapadékmennyiség eléri az 1800 mm-t. Télen az átlaghőmérséklet 3-5 C°-ra csökken, a leghidegebb időszakokban nagy mennyiségű hó esik le. A domborzat az alpi orogén ciklus során nyerte el mai formáját, ennek megfelelően formakincsét a meredek, sziklás hegyoldalak, a magas csúcsok (Gran Sasso, 2912 m, La Maiella, 2793 m) és a látványos karsztjelenségek határozzák meg: barlangrendszerek, dolinák és kanyonok.

### Flóra
Az appennini hegyvidéki vegetáció két nagy egységre tagolható: az erdőhatár alatt kiterjedt bükkerdők találhatóak, amelyek reliktum feketefenyőkkel és közönséges jegenyefenyővel egészülnek ki.
Az erdőhatár fölött magashegyi rétek és havasi törpefenyvesek fekszenek. A hegyi rétek vegetációját a havasi boróka, a törpe berkenye (Sorbus chamaemespilus), az orvosi medveszőlő és a vörös áfonya uralja, és ezek az élőhelyek számos endemikus és reliktum fajnak adnak otthont. Az endemikus fajok aránya területenként 10 és 20% között mozog, az endemizmus aránya a magassággal együtt növekszik. Helyi endemikus növényfajok az Androsace mathildae, a Soldanella minima samnitica és a boglárkafélék közül a Ranunculus magellensis, valamint az Aquilegia magellensis.

A klímaváltozás hatására jelenleg a melegedő éghajlatot jobban tűrő bükkök felfelé terjeszkednek, míg a fenyőfélék egyre jobban visszaszorulnak.

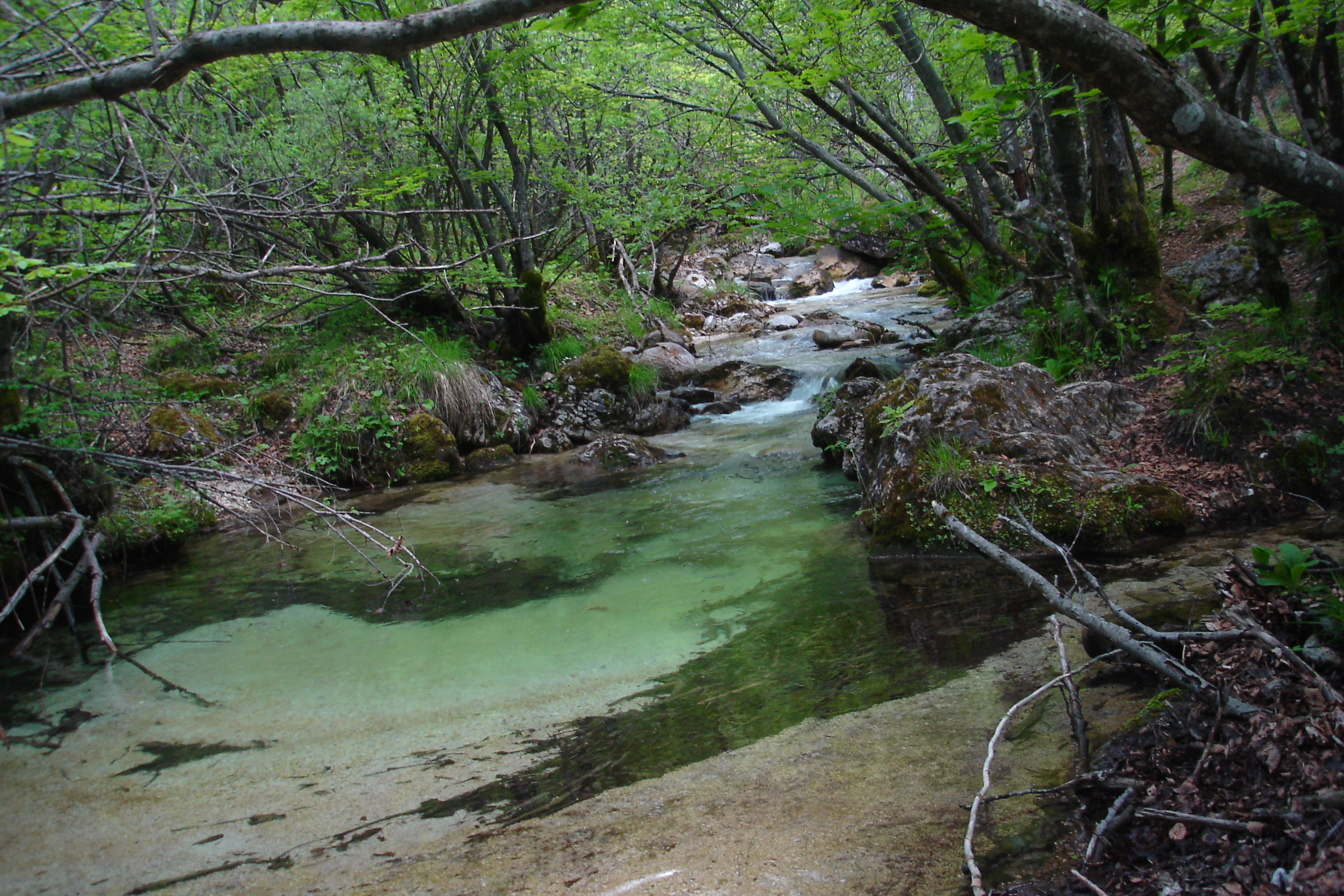
Alacsonyabban fekvő bükkös erdőtársulás
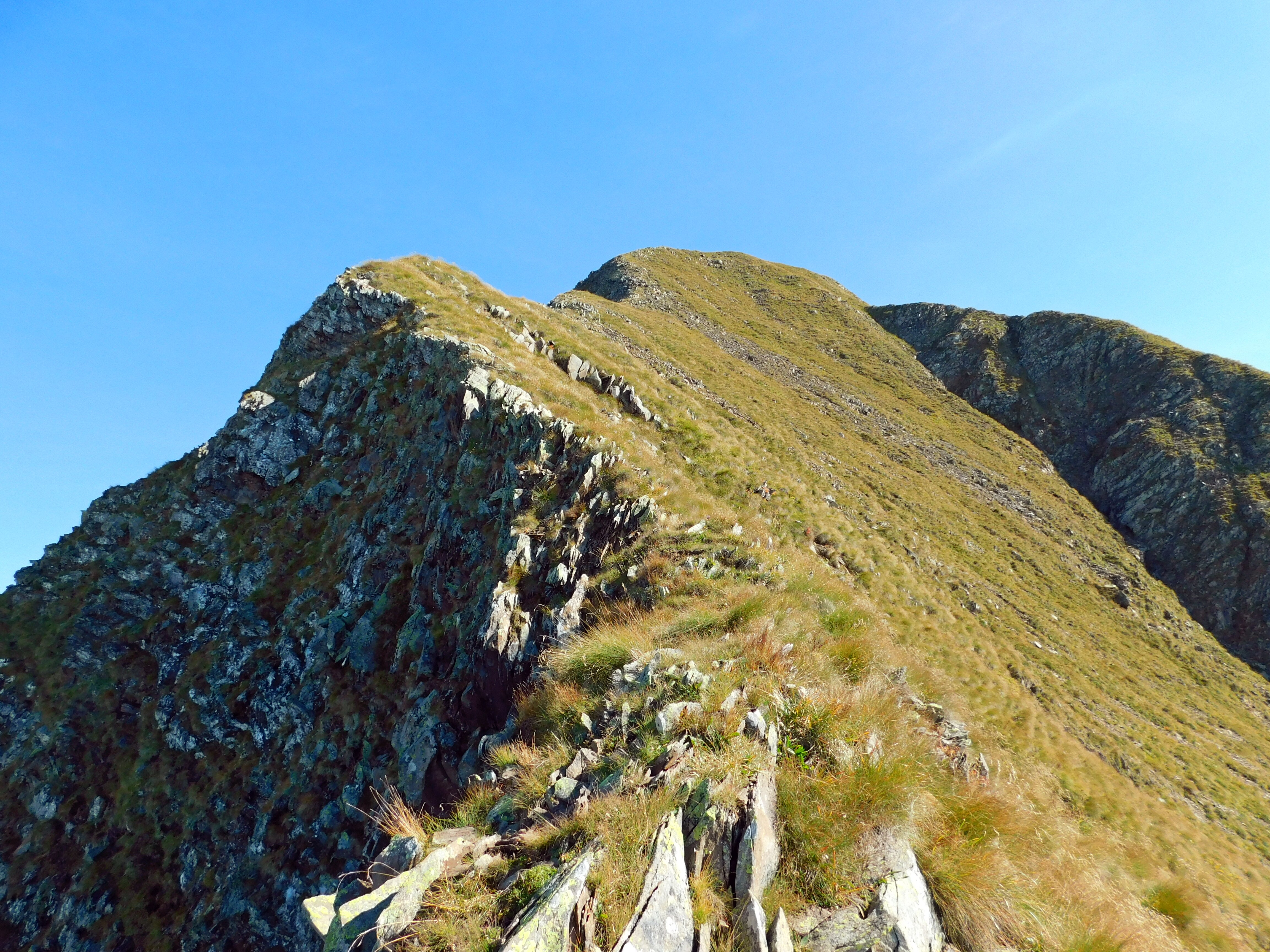
Magashegyi rét
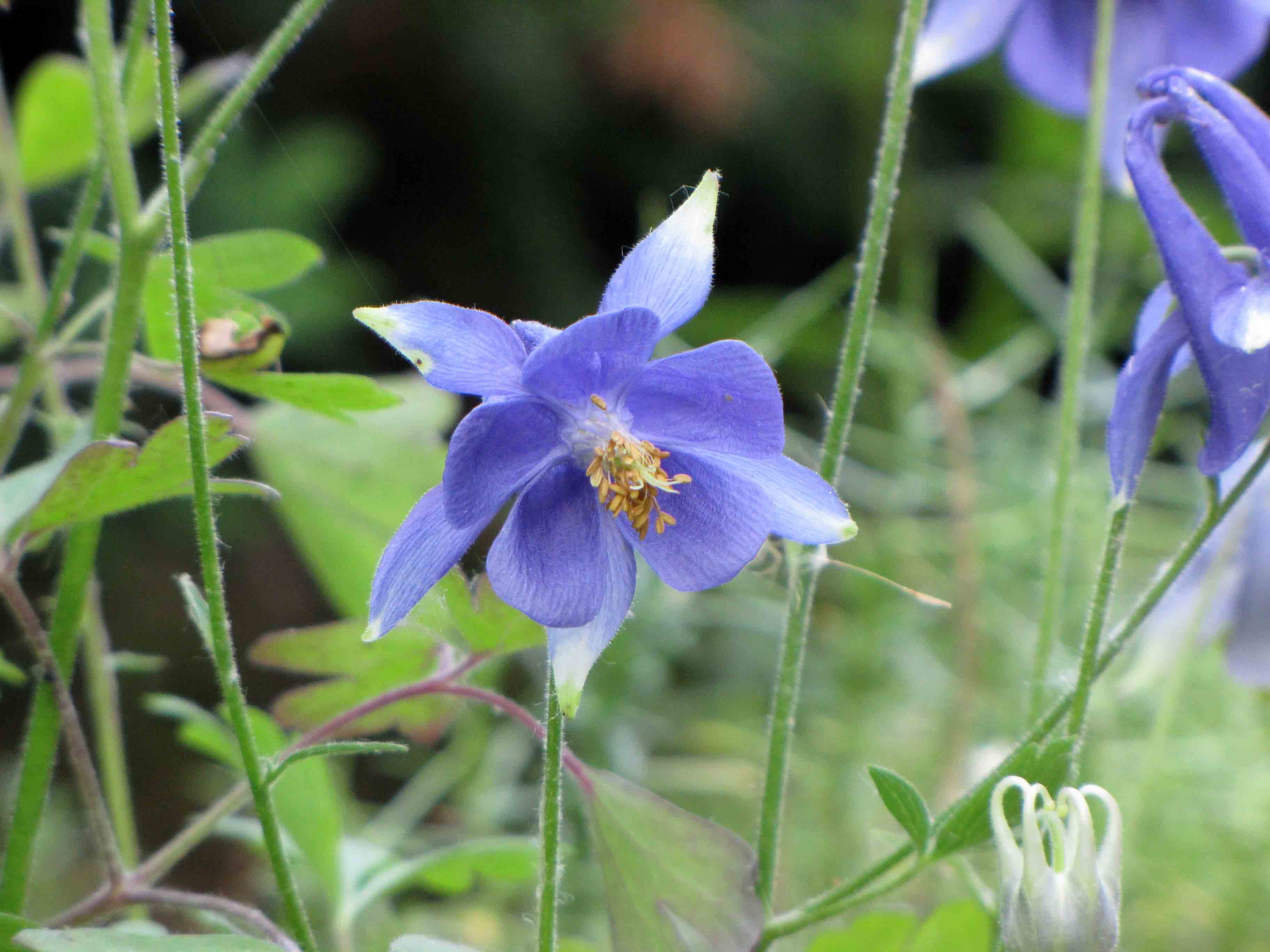
Az endemikus  Aquilegia magellensis

### Fauna
Az appennini hegyvidéki lombhullató erdők gazdagok állatfajokban is, bár az endemikus fajok száma alacsony. Több mint 40 emlősfaj van jelen, többek között számos veszélyeztetett húsevő, például a csak itt élő appennini barnamedve és az olasz farkas. Az európai őz példányai mellett itt élnek egy endemikus zergefaj, a Rupicapra ornata egyedei is, valamint megtalálhatóak a vadmacska, a nyest és a nyuszt egyedei is.

A madárfajok száma meghaladja a 150-et, jellegzetes fajok a darázsölyv és a szirti sas. Több endemikus kétéltűfaj is megtalálható, ilyen a pápaszemes szalamandra (Salamandrina terdigitata), a Triturus italicus, a Rana italica és a Salamandra s. Gigliolii.

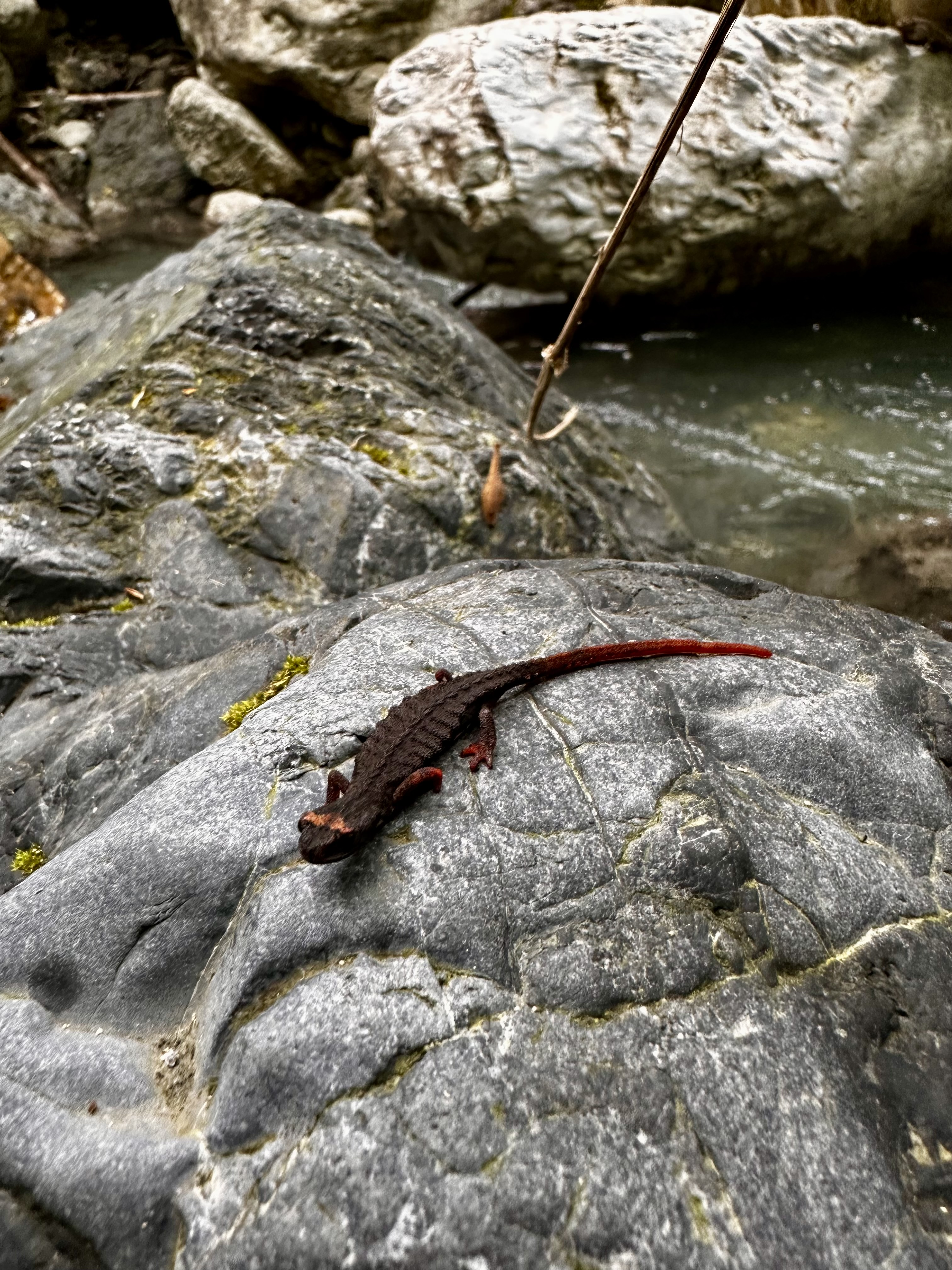
Pápaszemes szalamandra
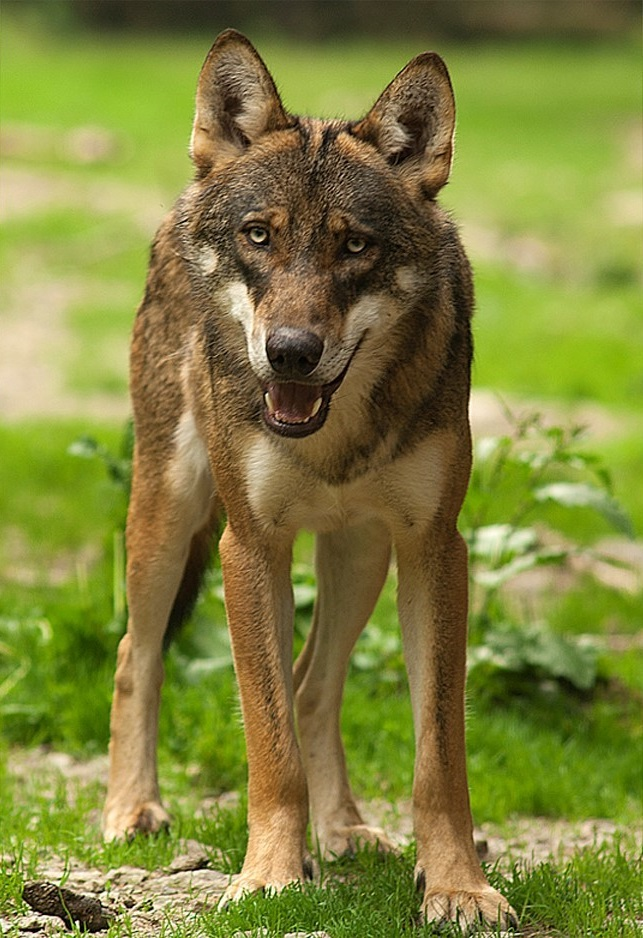
Olasz farkas
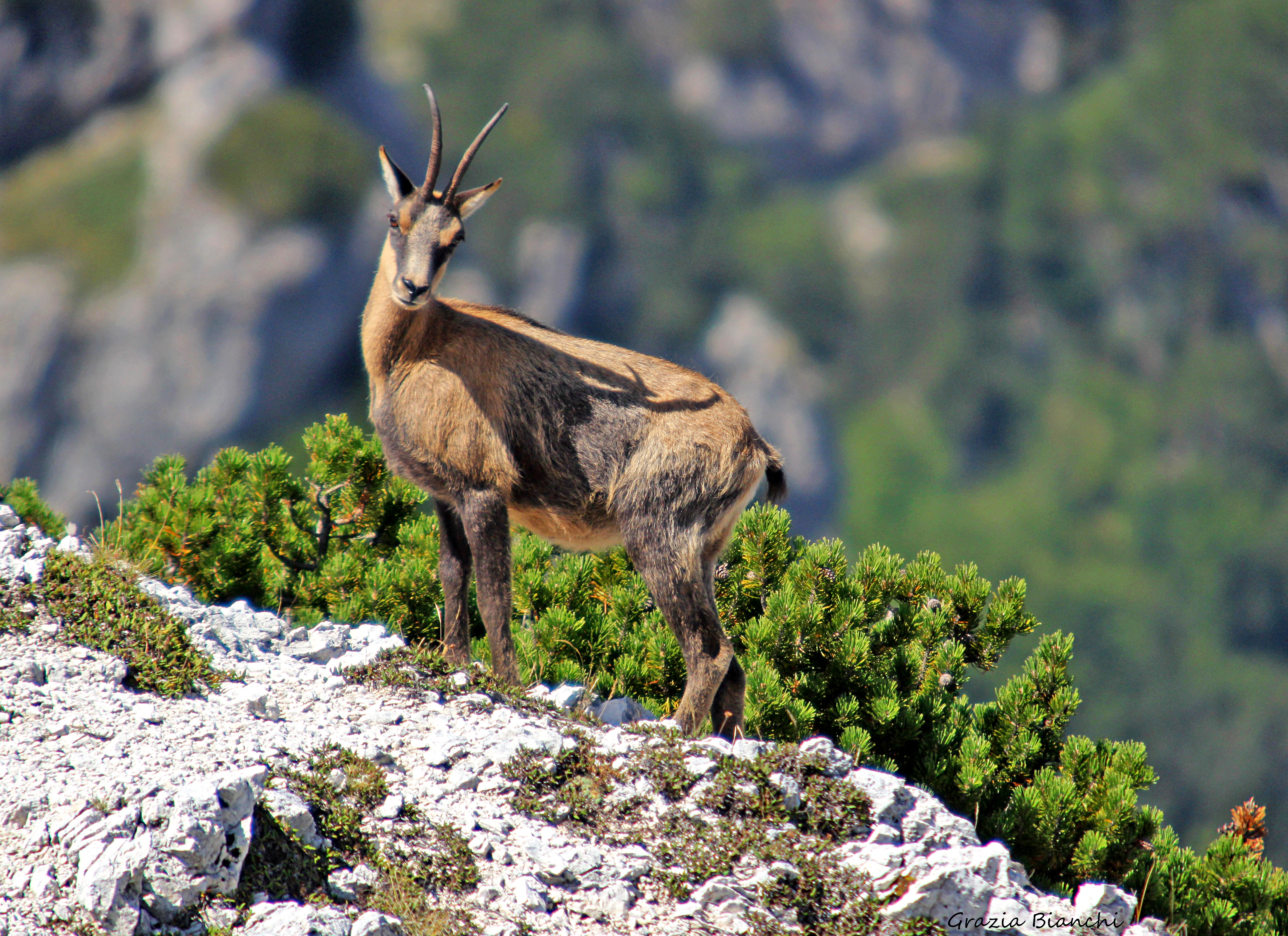
Rupicapra ornata zerge
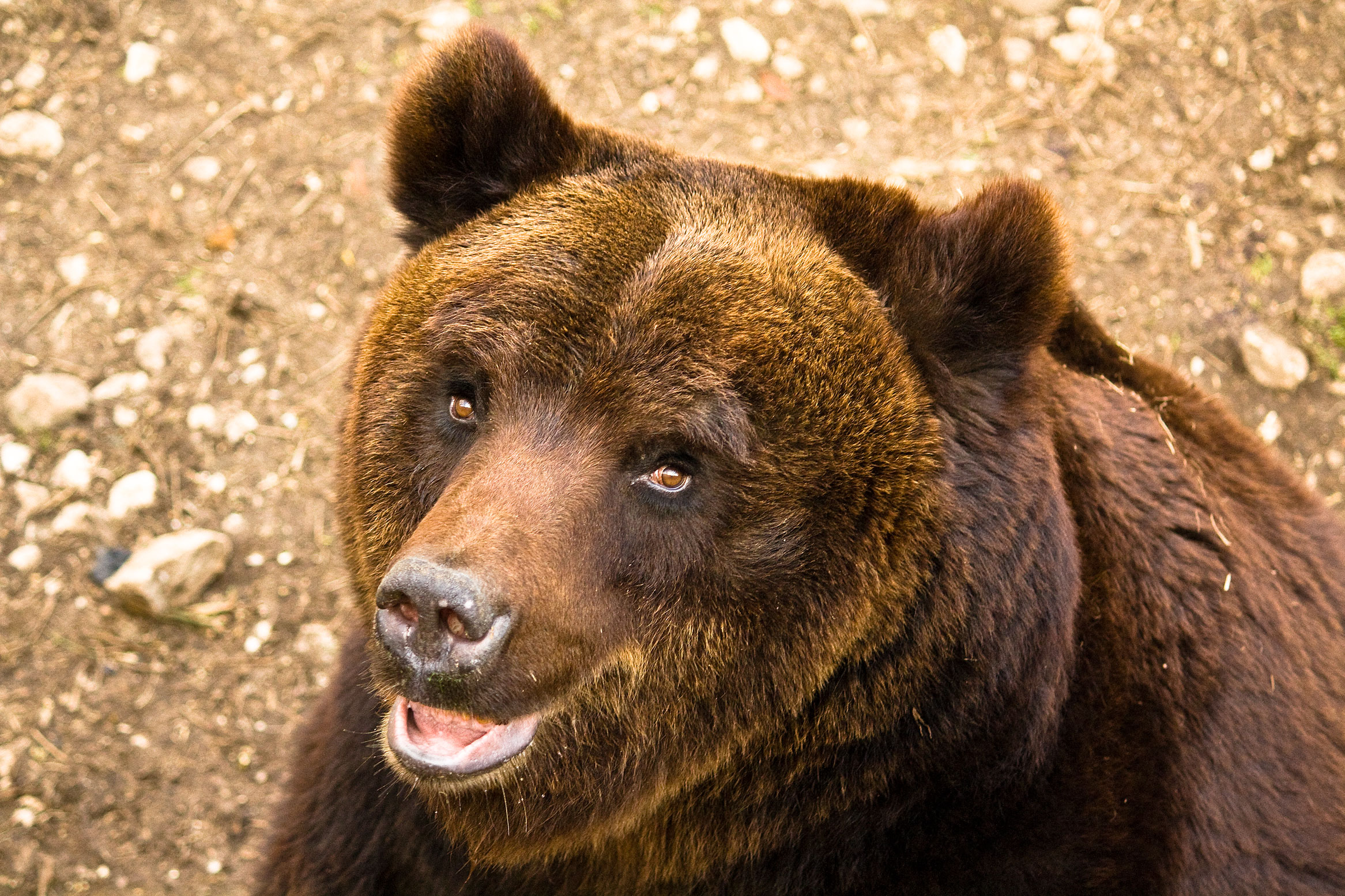
Appennini barnamedve

## Természetvédelmi státusz
Az ökorégió a történelem során megőrizte erdőborítottságának nagy részét, egyes meredek, nehezen elérhető hegyoldalakon pedig évszázadok óta háborítatlan őserdők nőnek. A korábban jelentős erdőírtások a vidéki hegyvidéki települések 20. századi elnéptelenedésével visszaszorultak és az erdő regenerálódott, azonban a legeltetés és a favágás okozta hatások a mai napig észlelhetőek az ökoszisztémában. A terület 46%-a védelem alatt áll (2017-es adat), jelentős nemzeti parkok többek között az Appennino Tosco-Emiliano Nemzeti Park, a Foreste Casentinesi, Monte Falterona, Campigna Nemzeti Park és a Gran Sasso - Monti della Laga Nemzeti Park.
A fő veszélyforrást jelenleg a hibás erdőgazdálkodás, az útépítésekkel és a síközpontok működésével járó környezeti károk jelentik. Emellett a Gran Sasso-hegy alatt egy új nukleáris erőmű föld alatti munkálatai felborították a terület karsztvíz rendszerét, kiszárították a karsztforrásokat és radioaktív szennyezéssel fenyegetik a vidéket.
A WWF ajánlása szerint a biodiverzitás megőrzésének érdekében első lépésként ki kell terjeszteni és meg kell erősíteni a védett területeket az endemikus fajok megóvásának érdekében, második lépésként pedig jobban kéne megtervezni a térség nagy építkezéseit, hogy kevesebb környezeti kárt okozzanak. A harmadik lépés a medvék jelentette problémák kezelése lenne, riasztó elektromos kerítésekkel és medvebiztos kukákkal.

## Szomszédos ökorégiók
Az appennini hegyvidéki lombhullató erdőket minden oldalról a mediterrán bioformációhoz tartozó olasz keménylombú és félig-lombhullató erdők veszik körül az alföldeken.

## Lásd még
- Európa ökorégióinak listája